# NHK富山放送局
NHK富山放送局（エヌエイチケイとやまほうそうきょく）は、富山県を放送対象地域とする日本放送協会（NHK）の地域放送局。テレビとラジオで県域放送を行っている。
現在の放送会館には1階に170インチの8Kモニターやマスコットキャラクターとおかあさんといっしょのキャラクターの記念撮影コーナーなどを備えた「ハートプラザ」を設けている。

## 放送局データ
出典 

### FMラジオ放送概要
- 親局（呉羽） 81.5MHz JOIG-FM
- 宇奈月 84.9MHz

### デジタルテレビ放送概要
親局（呉羽）

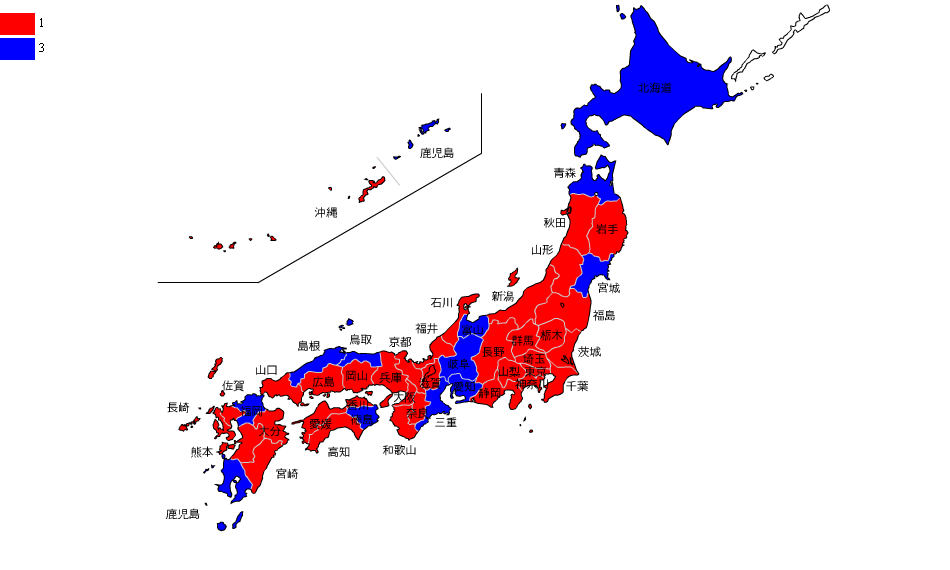
NHK総合のリモコンキーID

- 総合テレビ 27ch（UHF） JOIG-DTV（リモコンキーID・3）
- Eテレ 24ch（UHF） JOIC-DTV（リモコンキーID・2）

中継局（総合、教育の順）
- 宇奈月 48 49
- 宇奈月大原 27 24
- 大山小見 36 30
- 細入 36 30
- 細入猪谷 27 24
- 高岡二上 36 37
- 氷見 27 24
- 氷見論田 27 24
- 福光 39 30

総合テレビのリモコンキーIDは原則として「1」であるが、富山県ではかつてのアナログ放送の親局が1chの日本テレビ系列の北日本放送に割り当てられたため、NHK富山にはかつてのアナログの親局チャンネルでもある「3」が割り当てられた。

### アナログテレビ放送概要
以下は2011年7月24日の12時で終了した時点のもの。
親局
- 総合テレビ 3ch JOIG-TV（富山局）
- 教育テレビ 10ch JOIC-TV（富山局）

中継局
- 宇奈月 40 42
- 宇奈月大原 8 12
- 新川 62（総合のみ）
- 上市 40 42
- 大山小見 51 49
- 大沢野 59 61
- 細入 51 49
- 細入猪谷 43 45
- 八尾小長谷 59 61
- 氷見 53 51
- 氷見論田 43 45
- 福光 54 52
- 利賀 4 8
- 越中平 2 11
- 上平 47 49
- 上平赤尾 60 62
- 高岡二上 54 56
- 高岡矢田 59 61
- 高岡万葉 48 46
- 小矢部 45 47

## 沿革
- 1935年（昭和10年）12月13日 - 新総曲輪に社団法人日本放送協会富山放送局開局、ラジオ第1放送開始（呼出符号：JOIG）[2]。アンテナ鉄塔は当時北陸一の75mの高さであった[3]。
- 1945年（昭和20年）8月1日 - 富山大空襲が発生したが、局舎は焼け残る。
- 1949年（昭和24年）1月3日 - ラジオ第2放送開始[4]。
- 1950年（昭和25年）6月1日 - 放送法施行に伴い社団法人日本放送協会が解散。特殊法人としての日本放送協会が設立され一切の権利義務を継承[5]。
- 1951年（昭和26年）11月2日 - 同年11月6日まで、富山市商工奨励館でテレビを富山県内初公開する[6]。
- 1958年（昭和33年）10月15日 - 総合テレビ放送開始[7]。
- 1961年（昭和36年）4月1日 - 教育テレビ放送開始。同時に豊田ラジオ送信所（無人局）運用開始[7]。
- 1962年（昭和37年）7月22日 - 総合テレビ、カラー放送開始[8][9][注 1]。
- 1964年（昭和39年）
  - 4月1日 - 教育テレビ、カラー放送開始[10]。
  - 7月1日 - FM実用化試験放送開始（本放送は1969年（昭和44年）3月1日）。
- 1966年（昭和41年）3月25日 - 呉羽山のテレビ送信所が無人化される[11]。
- 1967年（昭和42年）3月20日 - 新総曲輪の二代目の局舎が完成[11]。
- 1985年（昭和60年）3月1日 - 総合テレビ、音声多重放送を開始[12]。
- 1986年（昭和61年） - 文字放送開始。
- 1991年（平成3年）
  - 3月21日 - 教育テレビ、音声多重放送を開始。
  - 8月3日 - 局舎を改修[13]。
- 2004年（平成16年）10月1日 - 総合・教育テレビ、地上デジタル放送開始[14]。
- 2009年（平成21年）11月25日 - 「宇奈月大原」・「細入猪谷」の両デジタル中継局開局。これにより富山県内でのデジタル中継局の整備が完了（参考リンク）。
- 2011年（平成23年）7月24日 - 正午でアナログ放送終了。翌7月25日の0時で完全停波。
- 2022年（令和4年）
  - 2月14日 - 富山中央警察署の旧庁舎跡地である富山市新桜町4番8号に新放送会館（地上3階建て鉄筋コンクリート造り、高さは鉄塔含めて59.7mで、壁面にNHKの番組や番組・関連イベントの広告を表示するLEDモニターを搭載）が竣工[15][16][17][18]。
  - 8月29日 - 現放送会館が運用開始。現放送会館での最初の番組は6:55放送の『おはよう富山』（『NHKニュースおはよう日本』の富山県ローカルパート）[19][注 2]。
- 2023年（令和5年）
  - 4月1日 - 令和改革により、部制（放送部・営業推進部等）からセンター制に見直され、コンテンツセンター、経営管理企画センターへ再編された。
  - 5月29日 - NHKプラスで地域向けのテレビ番組の見逃し配信が開始[21]。

## 支局
- 高岡[22]
- 魚津[22]

## お天気カメラ設置ポイント
- NHK富山放送局屋上
- 富山ステーションフロントCiC屋上
- 富山空港（ターミナルビル屋上）
- 呉羽山
- 滑川（滑川市民交流プラザ）
- 高岡（高岡商工ビル）
- 氷見
- 五箇山（南砺市相倉）
- 砺波（となみ夢の平スキー場） - 夏季設置・運用
- 砺波チューリップ公園 - となみチューリップフェア期間中に設置・運用
- 立山天狗平・室堂 - 季節運用
- 黒部ダム - 季節運用
- 岩瀬浜海水浴場 - 季節運用
- 八尾 - おわら風の盆期間中に設置・運用

## 主な制作番組
太字はNHKプラスの「ご当地プラス」において見逃し配信を実施している番組。

### 現在
総合テレビ
- おはよう北陸（平日 6:53 - 7:00、7:45 - 8:00）
  - お盆期間中などは「おはよう東海・北陸」を放送するため休止。
  - 年末年始は、「東海・北陸のニュース・気象情報」を放送。
- 北陸3県の気象情報（平日 11:57 - 12:00、お盆などは「東海・北陸の気象情報」を放送するため休止）
- ニュース（富山）（平日 12:15 - 12:20）
  - 土日・祝日の昼ローカルニュースは金沢局制作の「ニュース（北陸3県）」を放送するが、選挙投票日・大雨・大雪の時等は県域で放送する事がある
- ニュース富山人（平日 18:10 - 19:00）
- ニュースとやま845（平日 20:45 - 21:00）
  - 年末年始は、20:55 - 21:00に「東海・北陸のニュース・気象情報」を放送。
  - お盆期間中などは「ニュース845 東海・北陸」を放送するため休止。
- UPっぷ富山 きとラボ（不定期金曜日 19:30 - 19:55、再放送：不定期土曜日 9:30 - 9:55[注 3]または不定期日曜日 13:05 - 13:30）
- ニュースとやま645（土日・祝日 18:45 - 18:59）

ラジオ第1放送・FM放送
- ニュース・気象情報など※太字はFM放送と同時放送。
  - 平日　※土日・祝日・年末年始は東海北陸ブロックで放送
    - 9:55 - 10:00
    - 11:50 - 12:00
    - 12:15 - 12:20
    - 13:55 - 14:00
    - 14:55 - 15:00
    - 18:50 - 19:00

  - 土日・祝日・年末年始
    - 17:55 - 18:00
    - 19:15 - 19:20

### 過去
総合テレビ
- ニュースワイドとやま
- モーニングワイドとやま
- おはよう富山
- くらしの富山→富山いきいき情報→とやまおしらせたまご
- CLIPS
- ゆうどきネットワーク富山
- とやま640→ニュースセンターとやま→イブニングネットワークとやま→とやまイブニングワイド→みんまいけ富山ワイド→とやま 夢・航海（2002年4月から2006年3月まで）→デジタル連峰→イブニングアクセス富山
- 越中とやまスペシャル

ラジオ第1放送
- ラジオ富山人（金曜日 17:05 - 17:55）

FM放送
- 今晩は富山です

総合テレビ・BSプレミアム
- 富山発スペシャルドラマ 港町相撲ボーイズ[24]
  - 2011年12月16日（総合テレビ、東海・北陸地方）[25]ならびに2012年1月28日（BSプレミアム）に放送。

## 令和6年能登半島地震における対応

### 全国放送
- 2024年（令和6年）1月1日16時10分、令和6年能登半島地震発生。能登半島東部にあたる氷見市はじめ富山県西部で震度5強記録し、富山県日本海沿岸部に津波警報発生。その瞬間より、NHKの全てのチャンネル（BS系、NHKワールドも含む）で地震・津波警報情報の全波共通（九波全中とも言う）放送を開始。テレビ副音声（教育テレビを除く国内放送のテレビチャンネルとNHKワールド・プレミアム。アナログ・デジタルともモノラル二重音声）とラジオ第2放送は英語・韓国語・中国語・ポルトガル語・スペイン語を使って津波警報を断続的に放送。
- 1月2日1時15分、津波警報解除。
- 1月2日1時30分、全波共通放送終了し、一部を除き通常番組に復帰。
- 1月2日10時、津波注意報解除。
- 1月2日11時41分、BSが通常番組に復帰。
- 1月2日21時、総合テレビが通常番組に復帰。

### 県内放送

#### テレビ
- 月曜日 - 金曜日の18時台に放送している『ニュース富山人』を震災関連の情報を中心として編成した。
- 1月19日、緊急報道特番「“震度5強” 初めての衝撃 ～地震が富山に突きつけたもの～」（19:30 - 20:35）を放送。

#### ラジオ
- ラジオ第1放送では、能登半島地震の富山県内の被災地に関する生活情報を、1月16日から1月26日まで富山県のローカル番組で、概ね5時間おきに放送している（10:40 - 11:00、15:40 - 16:00の1日2回）。このため全国放送の番組が、一部時間帯において休止となっている。

### 独自編成を行っていた時間帯
富山県向けに独自編成を行っていた主な時間帯は以下の通り。富山県向けのニュース特番などに差し替えていた。
- 『中部ネイチャーシリーズ』（『UPっぷ富山 きとラボ』と『ホクロック!』代替）
  - 「天空の水鏡 前編 〜福井 夜叉ヶ池〜」（1月19日・19:33 - 20:00）[注 4]
  - 「天空の水鏡 後編 ～北アルプス 仙人池〜」（1月26日・19:30 - 19:57）[注 5]
    - 富山県向けは、中部ネイチャーシリーズ「御嶽山～氷瀑（ばく）に魅せられて～ 前編」を代替放送。

## アナウンサー・キャスター
- 氏名の後の*は、過去に富山局勤務経験があるアナウンサー。前任地が太字はその局が初任地。

| 氏名           | 前任地                        | 担当番組                                                       | 備考               |
| アナウンサー   | アナウンサー                  | アナウンサー                                                   | アナウンサー       |
| -------------- | ----------------------------- | -------------------------------------------------------------- | ------------------ |
| 大木浩司       | ラジオセンター                | アナウンスグループ統括 富山県のニュース おはよう北陸           | 高岡市出身         |
| 早瀬雄一*      | G-Media出向                   | ニュース富山人 （キャスター） 富山県のニュース                 |                    |
| 福元まりあ     | 名古屋                        | ニュース富山人 （キャスター） 富山県のニュース おはよう北陸    |                    |
| 中條誠子*      | 東京アナウンス室              | 富山県のニュース おはよう北陸                                  |                    |
| 若林則康       | 名古屋                        | 富山県のニュース おはよう北陸                                  |                    |
| 半林誠         | 初任地                        | 富山県のニュース おはよう北陸                                  |                    |
| 契約キャスター |                               |                                                                |                    |
| 日比あゆみ     | チューリップテレビ            | ニュース富山人 （キャスター）                                  |                    |
| 針山莉奈       |                               | ニュース富山人 （スポーツキャスター）                          | 氷見市出身         |
| 武田祐季       | フリーアナウンサー（NTB所属） | ニュースとやま845 ニュースとやま645 富山県のニュース（ラジオ） |                    |
| 藤麻理亜       |                               | ニュースとやま845 ニュースとやま645 富山県のニュース（ラジオ） |                    |
| 井上瑠菜       |                               | ニュースとやま845 ニュースとやま645 富山県のニュース（ラジオ） |                    |
| 気象予報士     |                               |                                                                |                    |
| 芦沢涼         |                               | ニュース富山人                                                 | ウェザーマップ所属 |

## マスコットキャラクター
局キャラクターは、きとっピ。
テーマソングは富山におるちゃ。

## 共同キャンペーン
2020年4月24日から、富山県内のテレビ・ラジオ局と共同で新型コロナウイルス対策のキャンペーンを展開した。共同出演者は以下のとおり（いずれも放送時点）。
- テレビ（4月 - 5月）[27]：梶原典明（富山局）・上野透（北日本放送）・西美香（チューリップテレビ）・吉村尚郎（富山テレビ放送）
- テレビ（5月 - ）：石井智也（富山局）・網谷辰海（北日本放送）・日比あゆみ（チューリップテレビ）・矢野美沙（富山テレビ放送）
- ラジオ（行動編）：梶原典明（富山局）・小林淳子（北日本放送）・今井隆信（富山エフエム放送）
- ラジオ（3密を避けよう編）：梶原典明（富山局）・木下一哉（北日本放送）・堀池真緒（富山エフエム放送）
- ラジオ（手洗い編）：梶原典明（富山局）・佐藤栄治（北日本放送）・堀池真緒（富山エフエム放送）
- ラジオ（相互理解編）：石井智也（富山局）・陸田陽子（北日本放送）・堀池真緒（富山エフエム放送）
- ラジオ（油断禁物編）：石井智也（富山局）・柳川明子（北日本放送）・今井隆信（富山エフエム放送）